# Liste der Tage des offenen Denkmals
Die Liste der Tage des offenen Denkmals gibt die bisherigen Veranstaltungen zum Tag des offenen Denkmals in Deutschland wieder, die seit 1993 stattgefunden haben.
| Datum              | Thema                                                          | Eröffnungs- veranstaltung in | Anmerkungen | Anzahl Besucher | Anzahl geöffneter Denkmale | Anzahl teilnehmender Kommunen |
| ------------------ | -------------------------------------------------------------- | ---------------------------- | --- | --------------- | -------------------------- | ----------------------------- |
| 12. September 1993 |                                                                |                              | Der erste bundesweit stattfindende Tag des offenen Denkmals | 2 Mio.          | 3.500                      | 1.200                         |
| 11. September 1994 |                                                                |                              | |                 |                            |                               |
| 10. September 1995 |                                                                |                              | |                 |                            |                               |
| 8. September 1996  |                                                                |                              | | 3 Mio.          | 5.000                      | 1.600                         |
| 14. September 1997 |                                                                |                              | |                 |                            |                               |
| 13. September 1998 |                                                                | Quedlinburg                  | Zum ersten Mal wurde der Tag des offenen Denkmals mit einer Festveranstaltung eröffnet. |                 |                            |                               |
| 12. September 1999 | Europa – ein gemeinsames Erbe                                  |                              | Erstmals stand ein einheitliches Motto über dem Tag des offenen Denkmals. Im Fokus standen Denkmale, die an die zahlreichen Einflüsse fremder Kulturen und Religionen erinnern, aber auch an das Miteinander in Europa. | 3,2 Mio.        | 5.500                      | 2.100                         |
| 10. September 2000 | Alte Bauten – Neue Chancen                                     |                              | Unter dem Jahresmotto stand die Nutzung und Umnutzung von Denkmalen im Mittelpunkt, bei gleichzeitiger Wahrung der historischen Identität. Die Denkmalkampagne sollte insbesondere Denkmaleigentümern den Impuls geben, Gebäude zu zeigen, die vorher noch nicht für Besucher geöffnet wurden. |                 |                            |                               |
| 9. September 2001  | Denkmal als Schule – Schule als Denkmal                        |                              | Das Motto lässt sich in zwei Richtungen beleuchten. Jedes Denkmal schult und lässt verstehen, Aspekte, die auch jede Schule zu vermitteln hat. |                 |                            |                               |
| 8. September 2002  | Ein Denkmal steht selten allein: Straßen, Plätze und Ensembles |                              | Ein Ort wird auch vom Verhältnis der Bauten zueinander, von historischen Straßen und Plätzen bestimmt. Unter dem Eindruck der Hochwasserkatastrophe an der Elbe, die zahlreiche Denkmale bedrohte und beschädigte, wurde aus Solidarität mit den betroffenen Denkmalbesitzern eine Spendenaktion ins Leben gerufen.                                                                                     | 3,5 Mio.        | 6.500                      | 2.500                         |
| 14. September 2003 | Geschichte hautnah: Wohnen im Baudenkmal                       | Lübeck                       | „Wohnen im Denkmal“ stellte einerseits die heutige Nutzung historischer Bauten zu Wohnzwecken, andererseits geschichtliche Aspekte der Wohnkultur vor. | 4 Mio.          | 6.700                      | 2.500                         |
| 12. September 2004 | Wie läuft’s? – Schwerpunktthema Wasser                         | Weimar                       | Während man sich in unseren Breiten bis ins 19. Jahrhundert zumeist mit dem Brunnen „vor der Haustür“ begnügen musste, gab es in antiken Städten wie Rom oder Athen bereits eine zentrale Wasserversorgung mit ständig frisch gespeisten Brunnen und öffentlichen Badeanstalten. | 4 Mio.          | 6.700                      |                               |
| 11. September 2005 | Krieg und Frieden                                              | Dresden                      | Bau, Zerstörung, Wiederaufbau – Krieg und Frieden haben sich auf die Architektur in Deutschland ausgewirkt. Auch sind es Festungsbauten und Schlachten, die bis heute die Faszination des Grauens bewahren. | 4 Mio.          |                            |                               |
| 10. September 2006 | Rasen, Rosen und Rabatten – historische Gärten und Parks       | Berlin                       | Das Thema umfasste einerseits historische Parks, anderseits wurde ihre gestalterische Entwicklung durch die Jahrhunderte beleuchtet. | 4,5 Mio.        | 7.000                      | 2.500                         |
| 9. September 2007  | Orte der Einkehr und des Gebets – historische Sakralbauten     | Regensburg                   | Sakralbauten prägen seit jeher die Silhouetten deutscher Dörfer und Städte, sie zeugen von der Geschichte des religiösen Lebens im Land. Das Motto wurde aktiv von den großen Religionsgemeinschaften mitgetragen und führte zu einer Rekordzahl an Besuchern. | 5,5 Mio.        |                            | 3.450                         |
| 14. September 2008 | Vergangenheit aufgedeckt – Archäologie und Bauforschung        | Esslingen am Neckar          | Dieser Tag setzte den Schwerpunkt auf Arbeit und Arbeitstechniken der Archäologie bei der Untersuchung und Erforschung alter Baudenkmale von der Steinzeit bis in die Neuzeit. |                 |                            |                               |
| 13. September 2009 | Historische Orte des Genusses                                  | Potsdam                      | Alle historischen Orte und Stätten standen im Mittelpunkt, an denen damals wie heute Genießen, die Erholung und das Vergnügen großgeschrieben werden, wie historische Gasthäuser, Hotels, Kuranlagen und Bäder, Sport- und Spielstätten, Parks, Konzert-, Theater- und Kinosälen. |                 |                            |                               |
| 12. September 2010 | Kultur in Bewegung – Reisen, Handel und Verkehr                | Lüneburg                     | Das Erweitern und Erneuen des Straßennetzes, der Bau von Eisenbahnstrecken und Schifffahrtskanälen führte zu einem deutlich größeren Warenaustausch. Und wenn Grenzen und Wege plötzlich versperrt wurden, auch dann wurde Handelsgeschichte geschrieben, denn ganze Länder verarmten. Auch Pilgerwege und Handelsrouten haben zur Darstellung des Themas beitragen.                                    | 4,5 Mio.        | 7.500                      | 2.600                         |
| 11. September 2011 | Romantik, Realismus, Revolution – Das 19. Jahrhundert          | Trier                        | Von der Kunst der Antike bis zum Barock wurden die unterschiedlichsten Elemente miteinander verbunden und quasi neue Stile entwickelt. Rhein-Romantik, Klassizismus, Jugendstil und die nüchternen Wohnquartiere in den Arbeitervierteln großer Städte sowie technische und industrielle Denkmale und die Archäologie des 19. Jahrhunderts füllten den Themenrahmen.                                    | 2 Mio.          | 3.500                      | 1.200                         |
| 9. September 2012  | Holz                                                           | Bremen                       | Holz, ein zentraler Baustoff seit Menschengedenken, ist ein nachwachsender Rohstoff und vergleichsweise preisgünstig. Aus gerüstartig verbundenen Stämmen und Balken lassen sich hervorragend sehr tragfähige Baukörper konstruieren. Beispiele waren Fachwerkkonstruktionen, Dachstühle, Kirchenausstattungen, Holz in Industrie und Technik, Holzkonservierung, Archäologie und Datierung durch Holz. | 4,5 Mio.        | 8.000                      | 2.700                         |
| 8. September 2013  | Jenseits des Guten und Schönen: Unbequeme Denkmale?            | Saarbrücken                  | Denkmale können heute „unbequem“ sein, weil sie aufgrund der politischen und sozialen Umstände ihrer Entstehungszeit ein Unbehagen auslösen. Dazu zählen Bunker und Festungen, Kriegerdenkmale und Kriegsgräberstätten, Konzentrationslager der NS-Zeit oder DDR-Grenzanlagen. |                 |                            |                               |
| 14. September 2014 | Farbe                                                          | Hamburg                      | Seit der Altsteinzeit nutzen Menschen mineralische Pigmente, Kohle und Pflanzenfasern zur Herstellung von Farben. Davon zeugen eindrucksvoll Höhlenmalereien oder bemalte Grabbeigaben. Und für Städte wurden sogar Farbrichtlinien erlassen. | 4 Mio.          |                            |                               |
| 13. September 2015 | Handwerk, Technik, Industrie                                   | Halle (Saale)                | Die Besucher konnten viele Denkmale mit einem technischen oder industriellen Bezug besuchen – etwa Mühlen oder alte Fabriken. Im Ruhrgebiet, dem Herzen der Industrie, wurden zahlreiche Denkmäler geöffnet, die bisher der Öffentlichkeit noch nicht zugänglich waren. |                 | 7.700                      |                               |
| 11. September 2016 | Gemeinsam Denkmale erhalten                                    | Augsburg                     | Besucher konnten Restauratoren über die Schulter schauen, archäologische Ausgrabungsstätten erkunden, sonst verschlossene Kellergewölbe von Burgen oder Dachstühle von Kirchen ansehen. Das Zusammenspiel und die gemeinsame Arbeit der hauptberuflichen wie ehrenamtlichen Denkmalpflegern und -schützern stand im Fokus.                                                                              | 4 Mio.          | 8.000                      |                               |
| 10. September 2017 | Macht und Pracht                                               | Oldenburg (Oldb)             | Der Denkmaltag sollte das Wechselspiel von Macht und Architektur in ihren Ausdrucksformen zeigen. Mächtig sind nicht nur Fürsten, sondern beispielsweise auch Patrizier, Industrielle oder Klöster und Kirchen. Bezüge zum Reformationsjahr 2017 konnten gezeigt werden. |                 |                            |                               |
| 9. September 2018  | Entdecken, was uns verbindet                                   | Köln                         | Mit Bezug auf das Europäische Kulturerbejahr 2018 wollte man darlegen, wie Denkmale Brücken schlagen zwischen Baustilen, Regionen, Kulturen und Menschen. |                 |                            |                               |
| 8. September 2019  | Modern(e): Umbrüche in Kunst und Architektur                   | Ulm                          | |                 |                            |                               |
| 13. September 2020 | Chance Denkmal: Erinnern. Erhalten. Neu denken.                | Lutherstadt Wittenberg       | |                 |                            |                               |
| 12. September 2021 | Sein & Schein – in Geschichte, Architektur und Denkmalpflege   | Lutherstadt Wittenberg       | |                 |                            |                               |
| 11. September 2022 | KulturSpur. Ein Fall für den Denkmalschutz                     | Leipzig                      | |                 |                            |                               |
| 10. September 2023 | Talent Monument                                                | Münster                      | |                 | ca. 6.000                  |                               |
| 8. September 2024  | Wahr-Zeichen. Zeitzeugen der Geschichte                        | Speyer                       | Wahrzeichen stehen unter anderem für ein bedeutendes historisches Ereignis oder für das Stadtbild. Jedes Denkmal kann zum „Wahr-Zeichen“ werden. |                 |                            |                               |
| 14. September 2025 | Wert-voll: unbezahlbar oder unersetzlich?                      |                              | Im Fokus „sollen all die Werte unserer Denkmale und Denkmalerhaltung“ stehen, „die sich weder aus der Bilanz noch aus einem Steuerbescheid lesen lassen“. |                 |                            |                               |